# Паппано, Антонио
Антонио Паппано (итал. Antonio Pappano; род. 30 декабря 1959, Эппинг, Эссекс) — британский дирижёр и пианист.

## Биография
Семья приехала в Великобританию из Кастельфранко-ин-Мискано в 1958 году, в 1972 переехала в США. В Великобритании Антонио не посещал музыкальную школу, обучаясь пению и фортепиано частным образом. Окончил Центральную высшую школу в Коннектикуте. Работал аккомпаниатором и ассистентом дирижёра в Нью-Йоркской городской опере, в театре Лисеу (Барселона), в Чикагской лирической опере.
С 1985 года — ассистент Даниэля Баренбойма на Байрёйтском фестивале («Тристан и Изольда», «Парсифаль», «Кольцо нибелунга»). Как самостоятельный дирижёр дебютировал в 1987 году в Национальном театре оперы и балета Норвегии («Богема» Дж. Пуччини), в 1990 стал его музыкальным руководителем. В 1990 году состоялся его дирижёрский дебют в Ковент-Гардене («Богема»).
Дирижировал оперными спектаклями в Английской национальной опере, Опере Сан-Франциско, театре Шатле, Берлинской государственной опере, Венской государственной опере (1993, «Зигфрида»), Метрополитен-опера (1997, «Евгений Онегин»), на Байрёйтском фестивале («Лоэнгрин»).
В 1992—2002 был музыкальным руководителем брюссельского театра Ла Монне. В 1999 стал также музыкальным руководителем Ковент-Гардена, в 2005 — музыкальным руководителем Оркестра Национальной академии Санта-Чечилия. Выступал главным приглашенным дирижёром Израильского филармонического оркестра.
В концертах дирижировал филармоническими оркестрами Осло, Токио, Берлина, Лос-Анджелеса, Радио Франции, симфоническими оркестрами Франкфуртского и Берлинского радио, Чикаго, Бостона, Лондона, Кливлендским и Гюрцених-оркестрами, оркестрами Парижа, Лиона, театра Ла Скала и «Филармония».
Как пианист выступал с Барбарой Бонней (Лист, Шуман), Сарой Чанг (Прокофьев), Роквеллом Блейком (Россини) и др.

## Избранные записи
дирижёр
- Филипп Бусманс. Зимняя сказка
- Рихард Вагнер. Тристан и Изольда
- Джузеппе Верди. Дон Карлос, Трубадур, Отелло
- Хуго Вольф. Песни (с Иэном Бостриджем)
- Шарль Гуно. Фауст
- Густав Малер. Симфония № 6
- Жюль Массне. Манон, Вертер
- Сергей Прокофьев. Концертная симфония, соната для виолончели
- Джакомо Пуччини. Триптих, Богема, Ласточка, Тоска, Мадам Баттерфляй
- Джоакино Россини. Вильгельм Телль, Stabat Mater
- П. Чайковский. Симфонии № 4, 5 и 6

пианист
- Россини. Песни — с Роквеллом Блейком
- Скандинавские песни
- Лист, Шуман — с Барбарой Бонней.

## Награды и признание
- Преимя журнала «Граммофон» (Gramophone Award) в номинации «лучшая запись года» — за «Ласточку» Дж. Пуччини
- Gramophone Award в номинации «артист года» (2000)
- Премия Франко Аббьяти (2005)
- Classical BRIT Awards (Исполнитель года, 2010)
- Почётный член Королевской академии музыки
- командор ордена «За заслуги перед Итальянской Республикой» (2008)[3]
- Рыцарь-бакалавр (2012).

Введён в Зал славы журнала Gramophone.